# 乔纳森·克纳
乔纳森·克纳（英語：Jonathan Kerner，1974年6月6日—），美国NBA联盟前职业篮球运动员。